# Aurochs
Pour les articles homonymes, voir Urús et Peuple Urus.
Pour l’article ayant un titre homophone, voir Oroch.
Bos primigenius, Bos taurus primigenius
Espèce
Synonymes
- Bos taurus primigenius
- Bos mauretanicus Thomas, 1881
- Bos namadicus Falconer, 1859

Statut de conservation UICN

 EX : Éteint
L'aurochs (ou auroch,) est une espèce de bovidé, ancêtre des races actuelles de bovins domestiques et dont la descendance sauvage est désormais éteinte. Appartenant au genre Bos, son nom scientifique est Bos primigenius ou Bos taurus primigenius selon les auteurs. Il est également désigné parfois par les noms d'urus ou ure.
Menacé par la chasse, les croisements (pollution génétique) et la domestication, la forme sauvage de l'aurochs n'existait plus qu'en Europe de l'Est à partir du XIIIe siècle, avant de s'éteindre dans la première moitié du XVIIe siècle (le dernier spécimen est mort en 1627 dans la forêt de Jaktorow  en Pologne). Entre sa domestication et la disparition de sa forme sauvage, les croisements étaient réguliers en Europe, notamment par la capture d'aurochs femelles.
L'aurochs a fait en 1920 l'objet de tentatives de reconstitution par élevage sélectif de races bovines jugées primitives. Les frères Heinz et Lutz Heck créèrent une race s'en approchant appelée « aurochs de Heck », et officiellement nommée de nos jours en France « aurochs-reconstitués », que l'on peut observer aujourd'hui en Europe, comme dans la forêt de Rambouillet, en France.

## Étymologie

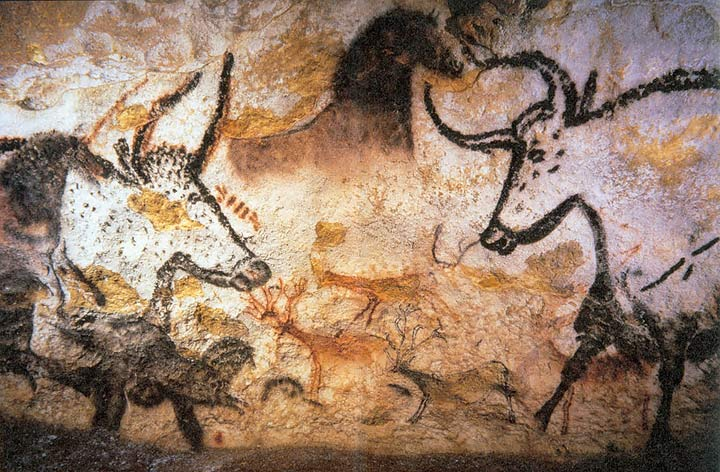
Aurochs représentés dans la grotte de Lascaux.

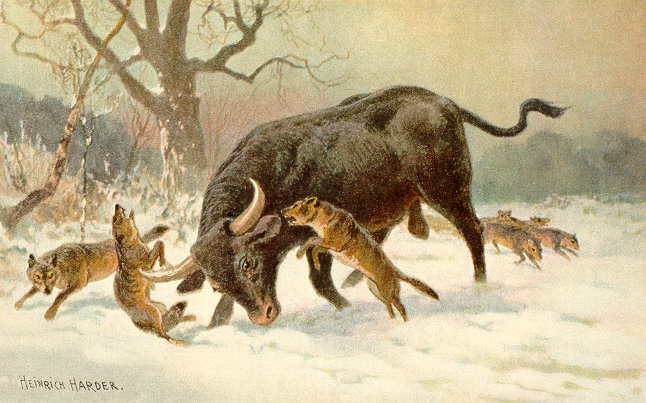
Représentation d'un Aurochs aux prises avec des loups, par Heinrich Harder.

Le mot est attesté en français pour la première fois en 1414 sous la forme ourofl  au sens de « bœuf sauvage », puis en 1611 sous la forme aurox. Buffon, dans son Histoire naturelle (1763), l'appelle aurochs (forme apparue en 1752) et le distingue du Bison d'Europe Bos bonasus qu'il dénomme zoubre (du polonais żubr). Il s'agit d'un emprunt au germanique, plus précisément au moyen haut allemand urohse « aurochs » dans un premier temps, puis de nouveau à l'allemand moderne Auerochse dans un second temps,,. Le terme allemand est issu du vieux haut allemand ûrohso, composé des éléments vieux haut allemands ûro « aurochs » et ohso « bœuf » (en allemand der Ochse, pluriel die Ochsen cf. anglais ox, pluriel oxen « bœuf(s) »). Il s'agit d'un composé explicatif, le sens du premier élément ūro étant devenu opaque. L'élément ûro, moyen allemand ûr(e), vieil anglais ūr, vieux norrois úrr signifie vraisemblablement à l'origine « celui qui répand sa semence humide », sur la base d’un vieux thème indo-européen *ūr désignant l'humidité et la pluie fine, que l'on retrouve dans le vieux norrois úr et le latin urina « urine ».
Il existe aussi un terme latin urus, lui-même d'origine celtique ou germanique,. Le mot uros est, semble-t-il, attesté en gaulois dans des anthroponymes où il apparaît comme élément de composés tels que Uro-genius « issu de l'aurochs », Uro-geno-nertus « qui a la force d'un jeune aurochs », etc.. Le mot français « ure » est un emprunt récent (1560) au latin urus.

## Histoire et culture
L'aurochs serait apparu en Inde au Pléistocène inférieur, il y a environ deux millions d'années,. Il serait probablement issu de Bos planifrons ou de Bos acutifrons, connus dans les Siwaliks.
Il aurait ensuite migré vers le Moyen-Orient et le reste de l'Asie pour gagner l'Europe au Pléistocène moyen. Il a aussi existé en Afrique du Nord. La date précise de sa diffusion en Europe varie selon les sources : début du Pléistocène moyen (soit il y a environ 780 000 ans), 275 000 ans ou 250 000.
Beaucoup d'auteurs distinguent trois sous-espèces, largement répandues à travers l'ancien monde : 
- les aurochs européens et moyen-orientaux (Bos primigenius primigenius) ;
- les aurochs asiatiques ou indiens (Bos primigenius namadicus[19]) ;
- les aurochs nord-africains (Bos primigenius africanus = Bos primigenius opisthonomous = Bos primigenius mauretanicus)[20] ».

Il existe des formes régionales mal connues, et il est possible qu'il ait existé des sous-espèces non décrites. L'aurochs de Sicile avait ainsi une taille inférieure de 20 % aux aurochs continentaux.
L'aurochs a été chassé par les groupes de Néandertaliens, comme l'attestent les découvertes archéologiques réalisées dans les sites tels que Biache-Saint-Vaast ou La Borde. Ce dernier a livré de nombreux restes d'aurochs, correspondant au minimum à quarante individus. Il est interprété comme un lieu de chasse et d'abattage mettant à profit un piège naturel vers lequel des troupeaux étaient rabattus.
L'aurochs a ensuite très fréquemment été représenté dans l'art pariétal du Paléolithique supérieur, notamment à Lascaux ou Font-de-Gaume. La villa romaine du Casale conserve une mosaïque représentant une chasse à l'aurochs mais certains y voient un bison d'Europe.
L'aurochs a été le premier animal sauvage extrêmement dangereux vivant en troupeaux à être domestiqué il y a plus de 10 000 ans au Proche-Orient. 
Son descendant, le taureau, devint ainsi un symbole des premières sociétés agraires sédentaires, tant sous sa forme sauvage et guerrière que sous sa forme domestique, bœuf pour les travaux des champs ou vache pour son lait.
Le taureau devint un symbole central de la plupart des mythes et religions des sociétés agraires, par exemple dans le culte égyptien d'Apis, conçu par une vache vierge et fécondé par le feu céleste. Il y avait de nombreuses tombes de taureaux momifiés. Dans le mythe égyptien des deux frères (qui date du règne de Séthi II qui régna au XIIème siècle avant notre ère) Anubis et Bata, Bata renaît sous la forme d'un taureau. Le pharaon guerrier est représenté sous la forme d'un taureau, par exemple sur la palette de Narmer ou la palette du Taureau, exposée au Louvre, tout comme l'homme préhistorique devait se parer de son image guerrière.
Il en va de même en Phénicie, où le dieu El est surnommé « Taureau » et dont le symbole, une tête de taureau inversée signifiant « domestiqué », a été utilisé pour la première lettre de l'alphabet, "A". Il ressemble au symbole égyptien signifiant « tête de bœuf » et apparaît sur des statues et des palettes.
En Crète la fresque de Knossos, datant de 1450 av. J.-C., représente des danseurs et un taureau dont le mouvement évoque la forme de l'île de Crète avec ses montagnes blanches à l'ouest (Lefka Ori).  

En Grèce antique Zeus se transforma en taureau blanc pour séduire la princesse phénicienne Europe, originaire de Sidon. La princesse Io s'enfuit de Grèce pour aller en Egypte sous forme de génisse et donna son nom au Bosphore : βοῦς  "la vache" et πόρος  "le passage". Hercule enleva le taureau de Crète puis déroba les troupeaux de bœufs rouges des trois frères Géryon et en mourut ensuite,  etc..cf les mythes sumériens ou le site de çatal hüyük avec ses nombreuses représentations de taureaux et sa reine préhistorique. L'élevage de taureaux en semi-liberté sur le pourtour de la Méditerranée depuis la préhistoire a été préservé en Espagne où ils sont très ressemblants aux aurochs peints à Lascaux.

Tête d'aurochs héraldique du Canton d'Uri (Suisse).

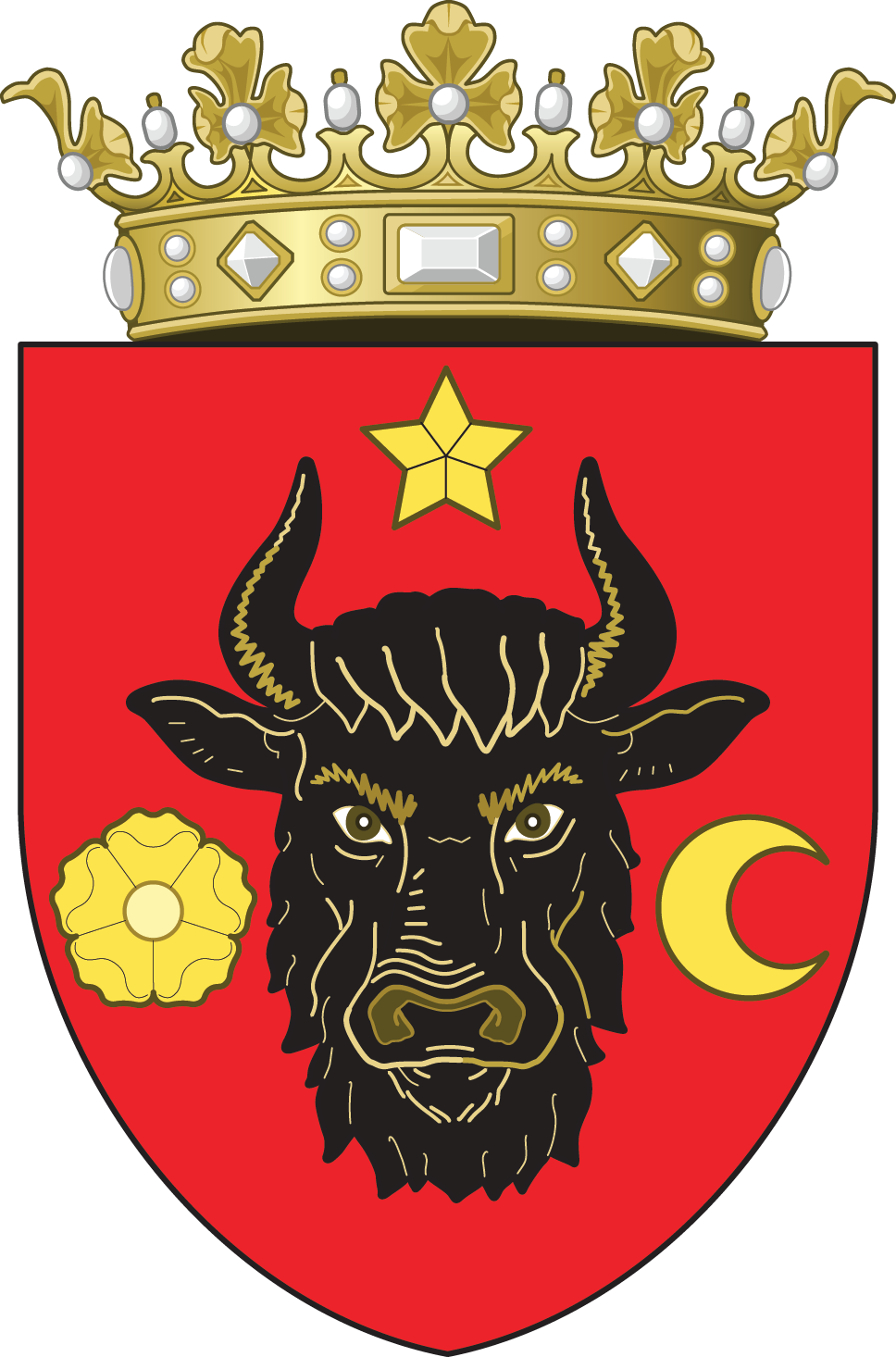
Tête d'aurochs héraldique de la Principauté de Moldavie.

Alors qu'une partie significative des forêts d'Europe de l'Ouest est déjà défrichée au profit de l'agriculture, Jules César, dans un chapitre de la Guerre des Gaules consacré à la description des Germains, évoque l'aurochs qu'on lui dit vivre dans l'immense forêt hercynienne avec des élans et d'autres animaux sauvages qu'on ne trouve déjà plus dans l'Italie romaine ni dans ses premières colonies.

« Une troisième espèce porte le nom d’urus. La taille de ces animaux est un peu moindre que celle des éléphants ; leur couleur et leur forme les font ressembler au taureau. Leur force et leur vélocité sont également remarquables ; rien de ce qu'ils aperçoivent, hommes ou bêtes, ne leur échappe. On les tue, en les prenant dans des fosses disposées avec soin. Ce genre de chasse est pour les jeunes gens un exercice qui les endurcit à la fatigue ; ceux qui ont tué le plus de ces urus en apportent les cornes en public, comme trophée, et reçoivent de grands éloges. On ne peut les apprivoiser, même dans le jeune âge. La grandeur, la forme et l'espèce de leurs cornes diffèrent beaucoup de celles de nos bœufs. On les recherche avidement, on les garnit d'argent sur les bords, et elles servent de coupes dans les festins solennels. »

Après avoir disparu des autres régions du monde, l'aurochs semble être resté relativement abondant dans les grands massifs forestiers d'Europe, relique de la forêt préhistorique ou regain sur des terres défrichées puis abandonnées au moment des grandes invasions ou des pestes, jusqu'au Moyen Âge, date à laquelle quelques mesures de protection sont prises (interdiction de chasse, garderie…), afin de protéger un gibier de choix pour la noblesse. Ainsi, Grégoire de Tours rapporte que

« la quinzième année du roi Childebert (en 590), qui était la vingt-neuvième du roi Gontran, le roi Gontran, chassant dans la forêt des Vosges, y trouva les restes d’un buffle (aurochs ou bison ?) qu’on avait tué. Le garde de la forêt, sévèrement interrogé pour savoir qui avait osé tuer un buffle dans la forêt royale, nomma Chaudon, chambellan du roi. Alors le roi ordonna qu’il fût saisi et conduit à Châlons chargé de liens. Tous les deux ayant été confrontés en la présence du roi, et Chaudon soutenant qu’il ne s’était nullement permis l’action dont on l’accusait, le roi ordonna le combat. Le chambellan présenta son neveu pour combattre à sa place. Tous deux se rendirent sur le champ, et le jeune homme, ayant poussé sa lance contre le garde des forêts, lui perça le pied. Celui-ci tomba aussitôt en arrière ; et comme le jeune homme, tirant le couteau qui pendait à sa ceinture, tâchait de lui couper la gorge, l’autre lui perça le ventre de son couteau. Tous deux tombèrent morts ; ce que voyant, Chaudon prit la fuite pour se rendre à la basilique de Saint-Marcel (de Châlons) ; mais le roi s’écriant qu’on le prît avant qu’il n’atteignit le seuil de l’édifice sacré, il fut pris, attaché à un poteau, et lapidé. Le roi eut ensuite un grand repentir de s’être laissé aller si promptement à la colère, et d’avoir fait mourir avec tant de précipitation, pour une petite faute, un homme qui lui était nécessaire et fidèle. »

L'aurochs figure sur les armes de la ville lituanienne de Kaunas, et il est le symbole de la Principauté de Moldavie (roumain : bour, prononcé « bo-oure ») ; à ce titre il figure sur le blason de la Roumanie et de la République de Moldavie. Les aurochs ont disparu de ces pays au XVIe siècle, chassés par les boyards ou croisés avec le bétail domestique.

### Extinction
Au XIIIe siècle, le territoire de l'aurochs se limitait à la Prusse, la Pologne, la Lituanie, la Moldavie et la Transylvanie. En Pologne, le droit de chasser de grands animaux a été limité d'abord à la noblesse puis, progressivement, aux seuls membres de la famille royale. Comme la population déclinait, la chasse cessa et la cour royale dut faire appel à des garde-chasses pour entretenir les dernières populations dans des zones délimitées. Ces garde-chasses étaient exemptés d'impôts locaux en échange de leur service ; le braconnage sur les aurochs était puni de mort.
Selon une enquête royale, ils n'étaient plus qu'une trentaine en 1564, vivant ainsi en liberté surveillée dans la forêt de Jaktorów (en), en Pologne. Principalement victimes de maladies apportées par les bovins domestiques, il ne restait plus que trois mâles et une femelle en 1602. Le dernier mâle est mort en 1620 et la femelle, dernier aurochs vivant connu, est morte en 1627.
John Bell mentionne toutefois sa présence en 1720 en Sibérie.
Les principales causes de l'extinction furent la chasse, la diminution de l'habitat en raison du développement de l'agriculture et des épizooties (notamment en provenance de bétail domestique),.

### La domestication de l'aurochs
La domestication de l'aurochs sauvage, Bos primigenius, remonterait à 8000 av. J.-C., au Moyen-Orient puis en Inde.
Les trois sous-espèces auraient été domestiquées, et seraient à l'origine de races domestiques : les aurochs européens et moyen-orientaux (Bos primigenius primigenius) seraient à l'origine des bétails sans bosse (Bos primigenius f. taurus), les aurochs asiatiques ou indiens (Bos primigenius namadicus) ont vraisemblablement donné le bétail à bosse, ou zébu (Bos primigenius f. taurus = Bos primigenius f. indicus) et l'Aurochs nord-africain (Bos primigenius africanus = Bos primigenius opisthonomous = Bos primigenius mauretanicus) pourrait avoir contribué au patrimoine génétique des bétails africains (cf. eg. Clutton-Brock, 1999) ».
Selon cette approche, les bovins domestiques européens descendent de la sous-espèce européenne et moyen-orientale, les bovins domestiques asiatiques à bosse (zébu) descendent des aurochs asiatiques, et les bovins domestiques africains descendent d'un mélange incluant des aurochs nord-africains. Les bovins domestiques européens et asiatiques (zébu), en particulier, ne seraient apparentés que de façon assez éloignée, puisqu'ils auraient été domestiqués indépendamment, à partir de sous-espèces sauvages déjà identifiées. Bien qu'on ait autrefois parlé de Bos indicus pour désigner les zébus, on les considère maintenant comme faisant partie de la même espèce que les bovins européens, puisque descendant de la même espèce sauvage (mais pas de la même sous-espèce).
Des études concluent à un mélange entre aurochs moyen-orientaux et européens (appartenant à la même sous-espèce Bos primigenius primigenius) dans le génotype des bovins domestiques occidentaux actuels.
« Nous avons montré pour la première fois au niveau de l'ADN « fossile » que la diversité génétique des populations d’aurochs était plus importante que celle des bœufs actuels et qu'ils ont été domestiqués il y a dix mille ans plusieurs fois dans le bassin du Haut-Euphrate au Proche-Orient. La présence d'haplotypes proche-orientaux au Néolithique sur le territoire français a démontré qu'ils ont été importés domestiqués en Europe quelque deux mille ans plus tard au cours des migrations néolithiques à travers la Méditerranée et le long du Danube. L'haplotype des aurochs européens étant significativement distinct de celui des bœufs domestiqués, nous avons aussi pu montrer l'existence sporadique de croisements spontanés ou souhaités par l'homme entre l'aurochs européen mâle et le bœuf domestique proche-oriental femelle.  »

## Description

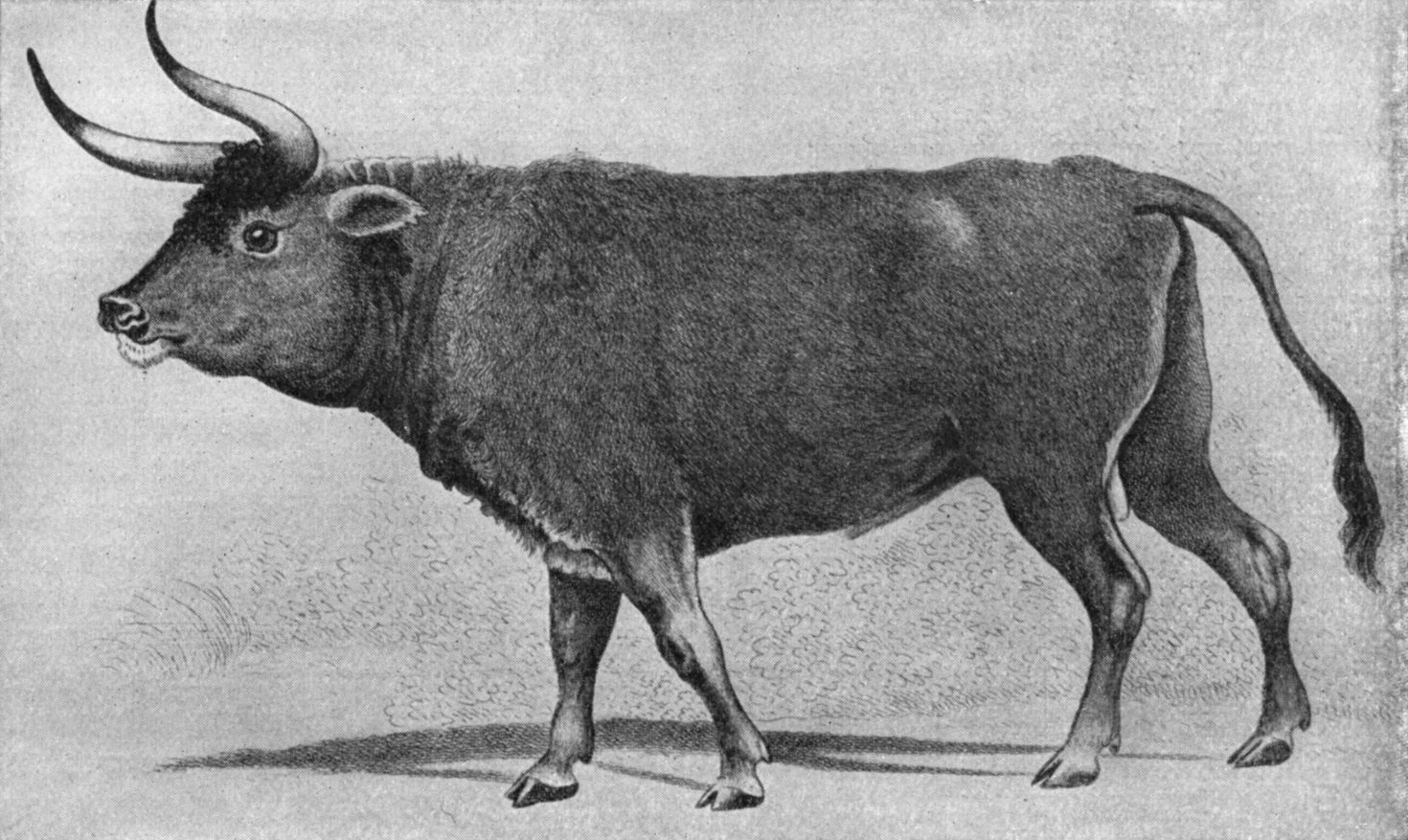
Dessin d'un aurochs mâle.

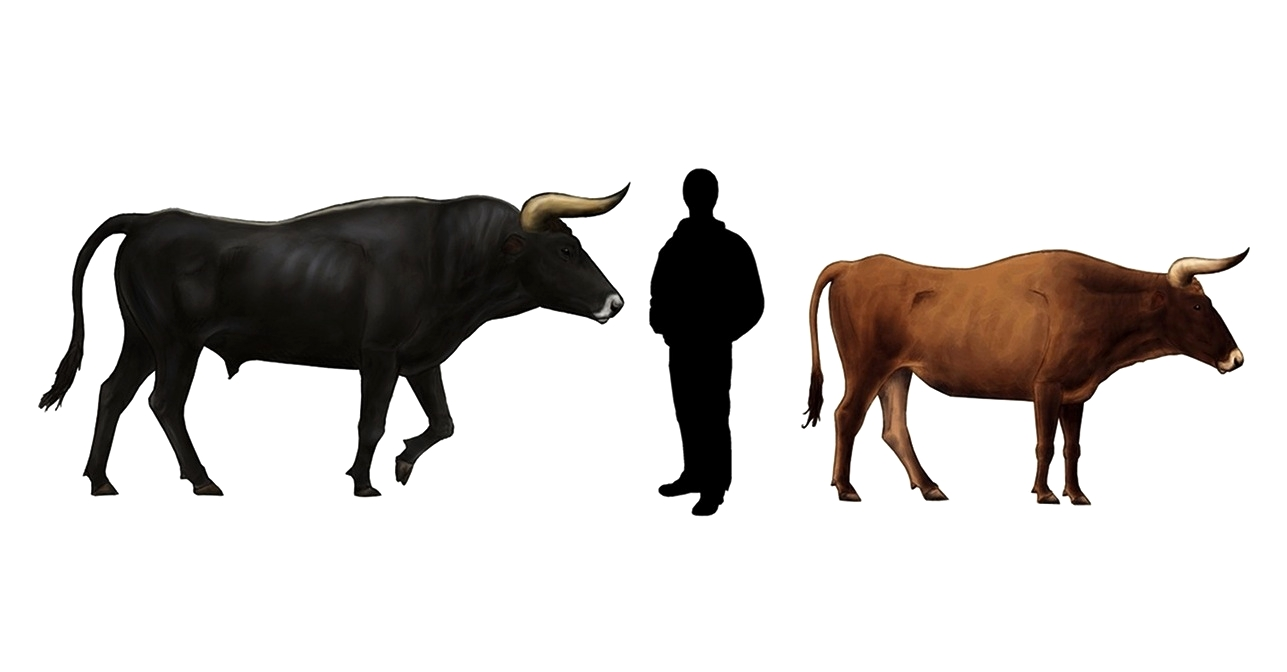
Reconstitutions d'aurochs mâle (à gauche) et femelle (à droite).

L'aurochs était plus grand que les races actuelles de bovins. Les chercheurs ont cependant revu à la baisse leurs estimations. Herre, en 1953, estimait la taille au garrot des mâles à deux mètres, et celle des femelles à 1,80 mètre. Boessneck, en 1957, avait cependant une estimation de 1,65 à 1,85 m pour les mâles de l'Holocène. Les estimations récentes sont plutôt de 1,60 à 1,80 mètre au garrot pour les mâles, et d'environ un mètre et demi pour les femelles, même si certains auteurs restent encore partisans d'une taille dépassant les 2 mètres. Ces variations d'estimations s'expliquent par le faible nombre de squelettes complets disponibles. Si les os retrouvés sont nombreux, le nombre de squelettes plus ou moins complets n'était que de quinze en 2002.

Certains auteurs pensent que les très gros animaux (parfois deux mètres) seraient souvent plus anciens que les aurochs plus petits. Cette approche est contestée par d'autres auteurs.
Le poids pouvait atteindre 800 à 1 000 kg.

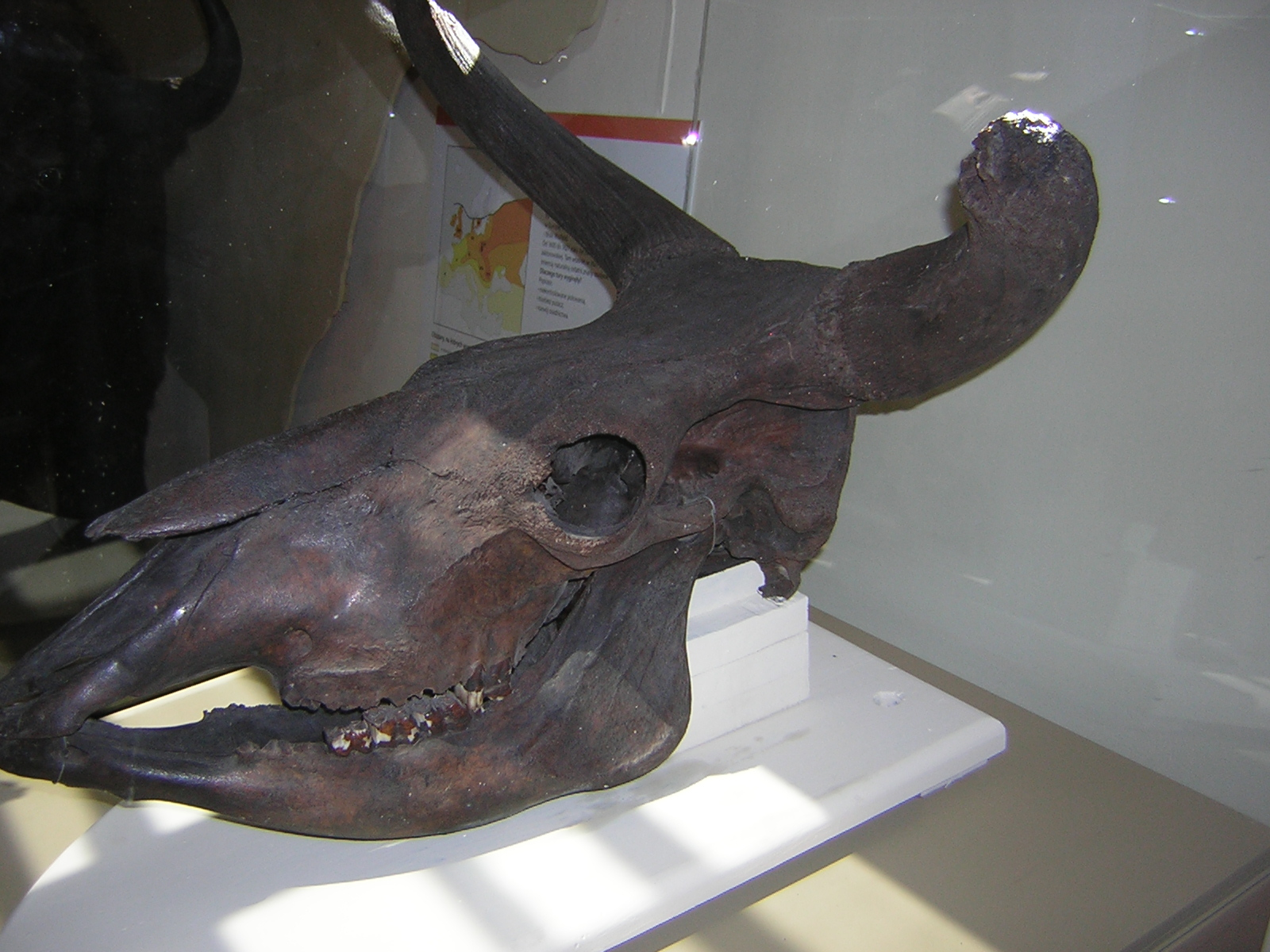
Un crâne d'aurochs.

Le crâne était volumineux, avec un front plat et étroit muni de grandes cornes en forme de lyre, tournées vers l'avant en faisant un angle d'environ soixante degrés avec le front. La pointe pouvait parfois remonter vers le haut. La forme précise de ces cornes pouvait légèrement varier d'un individu à l'autre. Celles des mâles pouvaient aller jusqu'à cent sept centimètres de longueur, quand celles des femelles étaient plus petites, jusqu'à soixante dix centimètres de longueur. Claude Guintard indique même une taille maximale pour les mâles de cent vingt centimètres, mais des tailles moyennes bien inférieures à ces maximums : soixante deux centimètres pour les mâles, et quarante deux pour les femelles.
L'animal avait un dos rectiligne, et les jambes étaient proportionnellement un peu plus longues que celles des bovins domestiques actuels.
Le dimorphisme sexuel était prononcé chez cette espèce. Les mâles étaient plus gros, avaient des cornes plus longues, et avaient un pelage brun-noir, avec une raie plus pâle le long de l'épine dorsale. Les femelles et les jeunes des deux sexes avaient un pelage plus rougeâtre, sans cette raie dorsale. D'après les descriptions, il y avait une zone plus claire autour du museau chez les deux sexes.
Contrairement aux actuels bovins domestiques, les femelles avaient des mamelles discrètes, difficilement visibles.
Les aurochs avaient également une certaine réputation d'agressivité, encore que celle-ci ait pu être exagérée par les traditions, comme dans le cas des loups. Les derniers rapports historiques de Pologne, juste avant la disparition de l'animal, indiquent d'ailleurs que les aurochs n'avaient pas peur des humains, et ne se sauvaient pas quand ceux-ci approchaient, ne devenant agressifs que lorsqu'ils étaient chassés ou trop importunés.
Il y avait une certaine variabilité intra-spécifique, qui est encore mal connue, mais qui ressort de ce qu'on connaît des tailles des animaux ou des formes de leurs cornes.

## Comparaison entre l'aurochs et ses descendants domestiques
| Caractéristiques | aurochs sauvage | bovins domestiques |
| --- | --- | --- |
| Taille moyenne au garrot | Mâle : 170 cm (jusqu'à 200 cm) Femelle : 150 cm. | Mâle : 120 à 150 cm selon les races Femelle : 110 à 130 cm selon les races                                                                                  |
| Couleurs | Mâle : Brun-noir, avec une raie pâle sur le dos. Une zone claire autour du museau Femelle : Brun-roux, parfois noir. Zone claire autour du museau possible (?) | Mâle : Variable, de brun foncé à blanc. Raie dorsale très rare. Femelle : idem mâle.                                                                        |
| Cornes Les chiffres ci-contre ne concernent que l'os. Il faut sans doute y rajouter 20 % pour avoir la longueur totale de la corne avec son étui kératinisé aujourd'hui disparu | Mâle : 62 cm en moyenne (jusqu'à 120 cm), en forme de lyre, inclinées à 60° Femelle : 42 cm en moyenne (jusqu'à 70 cm), en forme de lyre, inclinées à 60°      | Mâle : plus courtes, parfois absentes, forme de lyre rare, plus minces. Peu inclinées, pointent vers le haut Femelle : idem mâles, mais encore plus courtes |
| Forme du corps | La taille à l'épaule est plus ou moins égale à la longueur du tronc                                                                                            | La taille à l'épaule est plus ou moins inférieure à la longueur du tronc (jambes plus courtes)                                                              |
| Forme de la tête | Relativement longue et étroite | Plus courte et plus large |
| Mamelles | Petites et difficilement visibles | Très variables en taille, mais généralement grosses à très grosses                                                                                          |

Claude Guintard donne en 2005, une comparaison de différents auteurs sur la taille des cornes. Les chiffres ci-dessous ne concernent que l'os. Il faut sans doute y rajouter 20 % pour avoir la longueur totale de la corne avec son étui kératinisé, aujourd'hui disparu.
| Auteurs                     | Mâle             | Mâle                   | Mâle                   | Mâle                      | Femelle          | Femelle                | Femelle                | Femelle                   |
| Auteurs                     | Nombre d'animaux | Taille des cornes mini | Taille des cornes maxi | Taille des cornes moyenne | Nombre d'animaux | Taille des cornes mini | Taille des cornes maxi | Taille des cornes moyenne |
| --------------------------- | ---------------- | ---------------------- | ---------------------- | ------------------------- | ---------------- | ---------------------- | ---------------------- | ------------------------- |
| Degerbøl et Fredskild, 1970 | 58               | 495 mm                 | 780 mm                 | 618 mm                    | 13               | 365 mm                 | 500 mm                 | 427 mm                    |
| Leithner                    | 41               | 460 mm                 | 780 mm                 | 620 mm                    | 12               | 335 mm                 | 530 mm                 | 416 mm                    |
| Requate                     | 11               | 548 mm                 | 752 mm                 | 649 mm                    | 1                | 415 mm                 | 415 mm                 | 415 mm                    |
| Jánossy et Vöroös, 1981     | 11               | 680 mm                 | 1 020 mm               | non indiqué               | 4                | 490 mm                 | 590 mm                 | non indiqué               |

Alzieu (1983) souligne que la forme des cornes chez Bos primigenius est extrêmement homogène, contrairement à ce qu'on observe chez les bovins domestiques. Chez ces derniers les cornes peuvent en effet être absentes ou, à l'opposé, atteindre deux mètres cinquante (Watusi).

## Environnement
L'aurochs occupait en Europe des habitats de forêts et de marais. Comme le montre la carte de sa répartition, la sous-espèce vivant en Europe occupait aussi les steppes allant de la Hongrie à la Mandchourie en passant par l'Asie centrale. Ces différences régionales sont compliquées par des différences d'époques. « S'il fréquentait les milieux plutôt ouverts à la fin du Pléistocène (Crégut-Bonnoure & Guérin, 1996), il semble devenir de plus en plus forestier pendant l'Holocène comme en témoigne le 
résultat des analyses isotopiques menées sur des restes d'Aurochs du Néolithique moyen de 
Normandie. Ce changement d'habitat est attribuable à une 
réponse de l'espèce au dérangement par l'Homme et à la concurrence exercée par les Ovins 
domestiques qui paissaient en milieux ouverts et en lisière de forêt ».
C'était donc un animal opportuniste, occupant des milieux assez différents, et capable de s'adapter à eux.
C'était un herbivore, s'alimentant principalement d'herbes et des graminées. En automne, des glands pouvaient être ajoutés au menu, et des branches d'arbres ou de buissons en hiver. Les bétails domestiques actuels vivant dans la nature ressemblent considérablement à leur ancêtre sauvage dans leur choix de nourriture.
Pendant l'Holocène, le lion (Panthera leo), le tigre (Panthera tigris) et le loup (Canis lupus) étaient des prédateurs des aurochs. En Europe même, en dehors des Balkans où vivaient des lions, le loup était le prédateur principal. L'homme a été également un prédateur de l'aurochs, et sa pression cynégétique n'a cessé de croître, jusqu'à provoquer son extinction, mais ne l'a pas empêché de laisser derrière lui des descendants qui sont la vache et le zebu.
D'après les rapports historiques, les femelles vivaient avec leurs veaux, les mâles vivant indépendamment, en petits groupes. Certains mâles restaient solitaires. A la saison des amours (août - septembre), les mâles rejoignaient les femelles, s'affrontant parfois violemment pour pouvoir se reproduire. Les jeunes naissaient en mai - juin.

## L'aurochs reconstitué ou aurochs de Heck

### Histoire

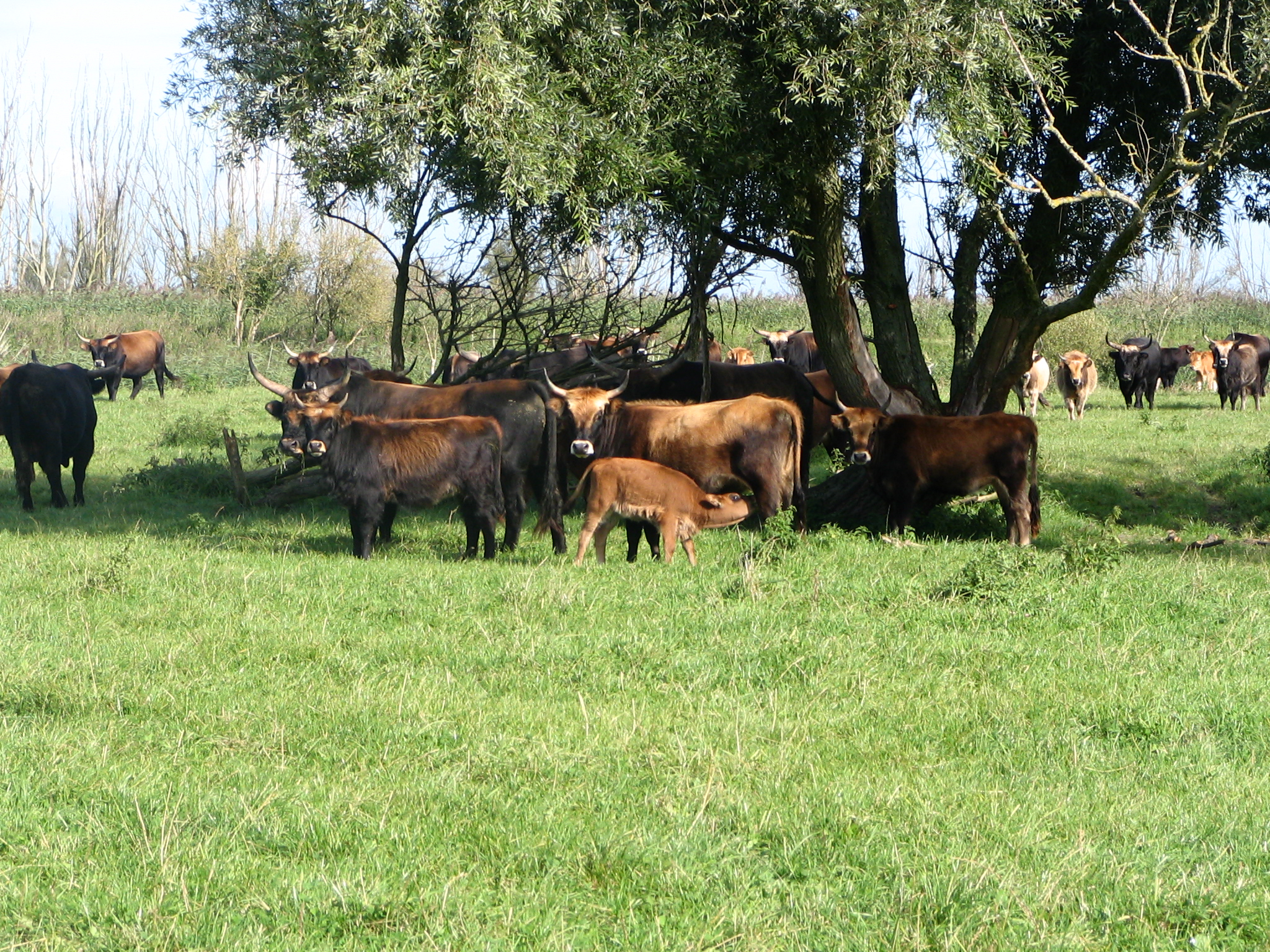
Un petit troupeau.

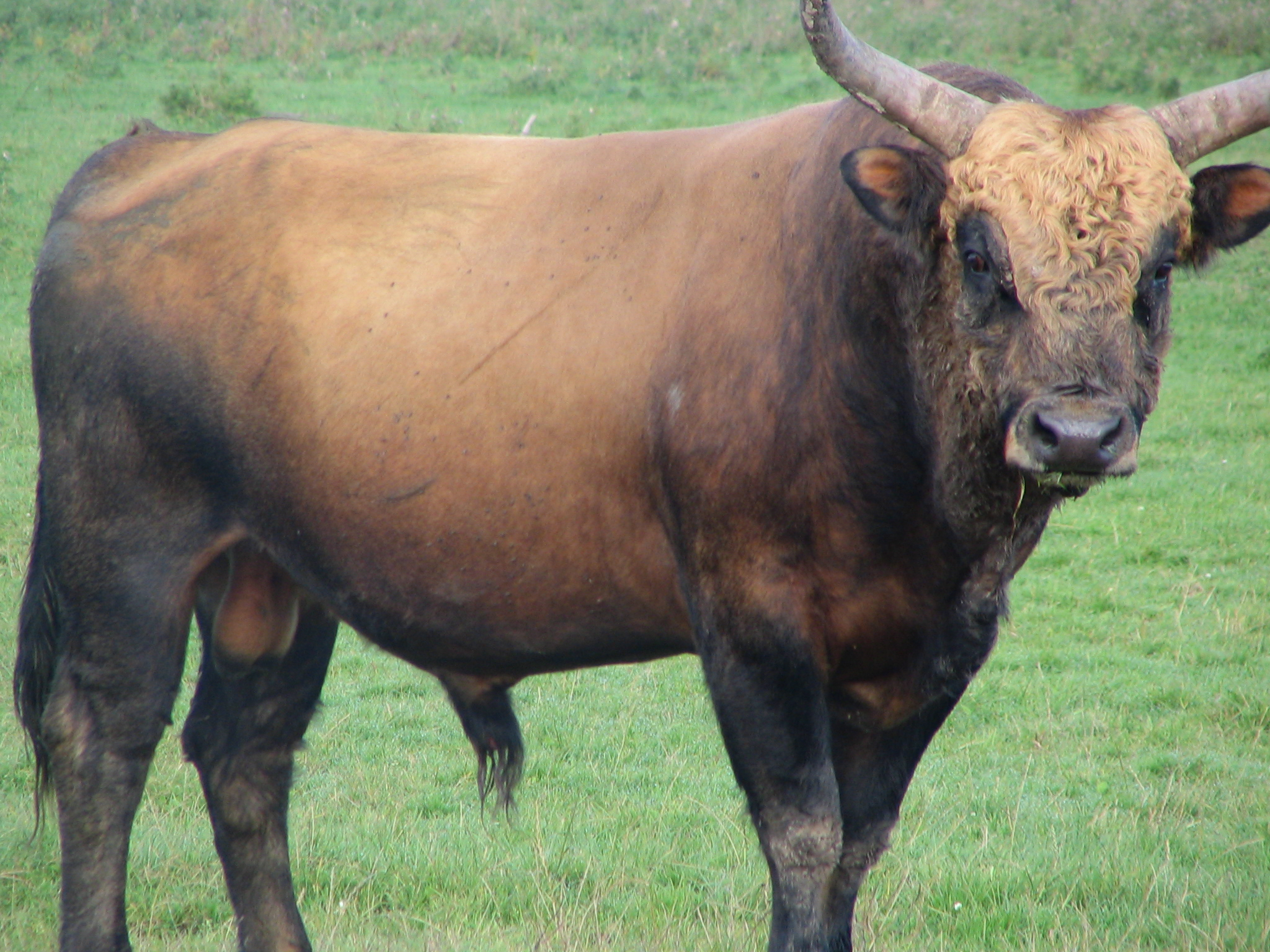
Un aurochs reconstitué mâle.

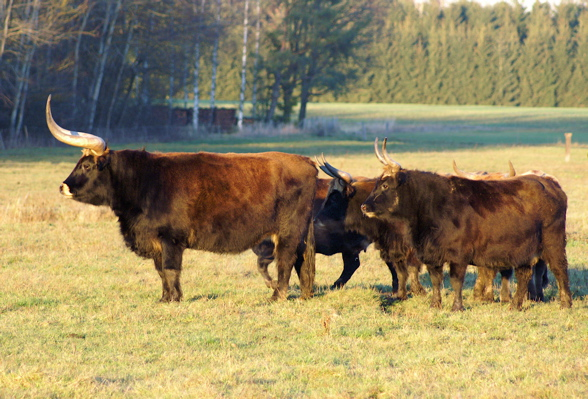
Une des plus grandes femelles aurochs reconstituées (1,60 m au garrot), en 2007.

L'« aurochs reconstitué » selon son nom officiel au sein du catalogue des races bovines françaises (code race no 30) ou « aurochs de Heck » (nom vernaculaire le plus courant en France jusqu'à la fin des années 1990), ou « néo-aurochs », est une sélection de races bovines domestiques menée en Allemagne dans les années 1920 et 1930 par les frères Heck. Ce mélange visait à recréer le type originel sauvage des bovins domestiques, c’est-à-dire l'aurochs originel, Bos primigenius.
La méthode a consisté à croiser des races domestiques « rustiques », supposées plus proches de l'aurochs des origines, afin de recréer une diversité génétique moins marquée par la dérive génétique découlant de la domestication, puis de sélectionner dans le groupe d'animaux ainsi obtenus ceux ressemblant le plus au phénotype (apparence physique) originel. Ce phénotype était considéré comme un bon indicateur d'une proximité avec le génotype originel. En termes de ressemblance, le succès n'a été que partiel. L'apparence physique offre des ressemblances avec l'original, et la capacité à vivre en liberté est bien documentée, l'animal vivant dans des réserves naturelles des Pays-Bas, comme Oostvaardersplassen, depuis 1983, mais la taille reste inférieure à celle de l'aurochs sauvage, les cornes sont nettement plus petites et la couleur est généralement plus claire.
La méthode utilisée, ainsi que la personnalité des frères Heck, proches du régime nazi, ont entraîné depuis l'après-guerre des polémiques assez vives, certains biologistes considérant l'aurochs reconstitué comme une supercherie, d'autres, essentiellement en Allemagne et aux Pays-Bas, défendant la démarche, et même l'introduction de l'animal dans des espaces sauvages.
Depuis le début des années 2000, des éleveurs allemands ont entrepris d'introduire de nouvelles variétés bovines domestiques dans des groupes reproducteurs d'aurochs de Heck. Ces variétés, aux cornes et à la taille plus imposantes, ont donné des petits groupes d'animaux plus proches en apparence de l'aurochs sauvage. L'aurochs de Heck actuel regroupe donc une majorité d'animaux dont l'apparence et les caractéristiques génétiques sont fixées depuis les frères Heck, et une petite minorité d'animaux dont les caractéristiques sont en train d'être revues pour se rapprocher du phénotype sauvage.
En 2015, le séquençage du génome, à partir d'ADN fossile trouvé au Royaume-Uni et datant de plus de sept mille cinq cents ans, a permis de comparer les races ainsi obtenues avec l'aurochs primitif, et de montrer une concordance génétique assez forte. Les méthodes de sélection animale classique ne permettent pas, toutefois, d'aboutir à des specimens véritablement identiques à l'aurochs.
Diverses races obtenues par croisements de formes primitives ou ressemblant à l'aurochs ont été réintroduites en milieu naturel et sur des terres en friche, par exemple aux Pays-Bas, en Croatie, en Hongrie ou encore au Portugal et en Espagne, ce qui permet, entre autres, de prévenir le reboisement spontané et ainsi de favoriser les écosystèmes de prairie.
Si la race dite « aurochs reconstitué » a morphologiquement une certaine prestance, on ne peut pour autant, contrairement à ce que souhaitaient les frères Heck, la comparer à l'espèce « aurochs primitif », avec laquelle elle ne partage pas plus de gènes qu'une Normande ou une Charolaise.

### Élevage et utilisation
Quelques fermes ont entrepris l'élevage d'aurochs reconstitués, qui se sont révélés très résistants et vivent dans les prairies et les bois alentour même sans bâtiment de protection, et dont les vêlages ont lieu sans intervention ni difficulté, y compris dans la neige.
Deux syndicats d'élevage gèrent la race : le VFA (en Allemagne) et le SIERDA (international, mais principalement en France). Ce dernier a élaboré pour la France une charte d'élevage et une charte de production de viande.
Dans leur recherche d'augmentation de la marge brute, tout en conservant des méthodes d'élevage rustiques et extensives, les éleveurs développent de nombreuses  plus-values : accueil du public, pédagogie, filière biologique, produits cuisinés et produits dérivés (cuirs bruts, couteaux).
De leur côté, les gestionnaires d'espaces naturels ont recours à ces aurochs pour mener du pâturage conservatoire ou naturel dans le but de maintenir ouverts des milieux à la gestion difficile (zones humides).

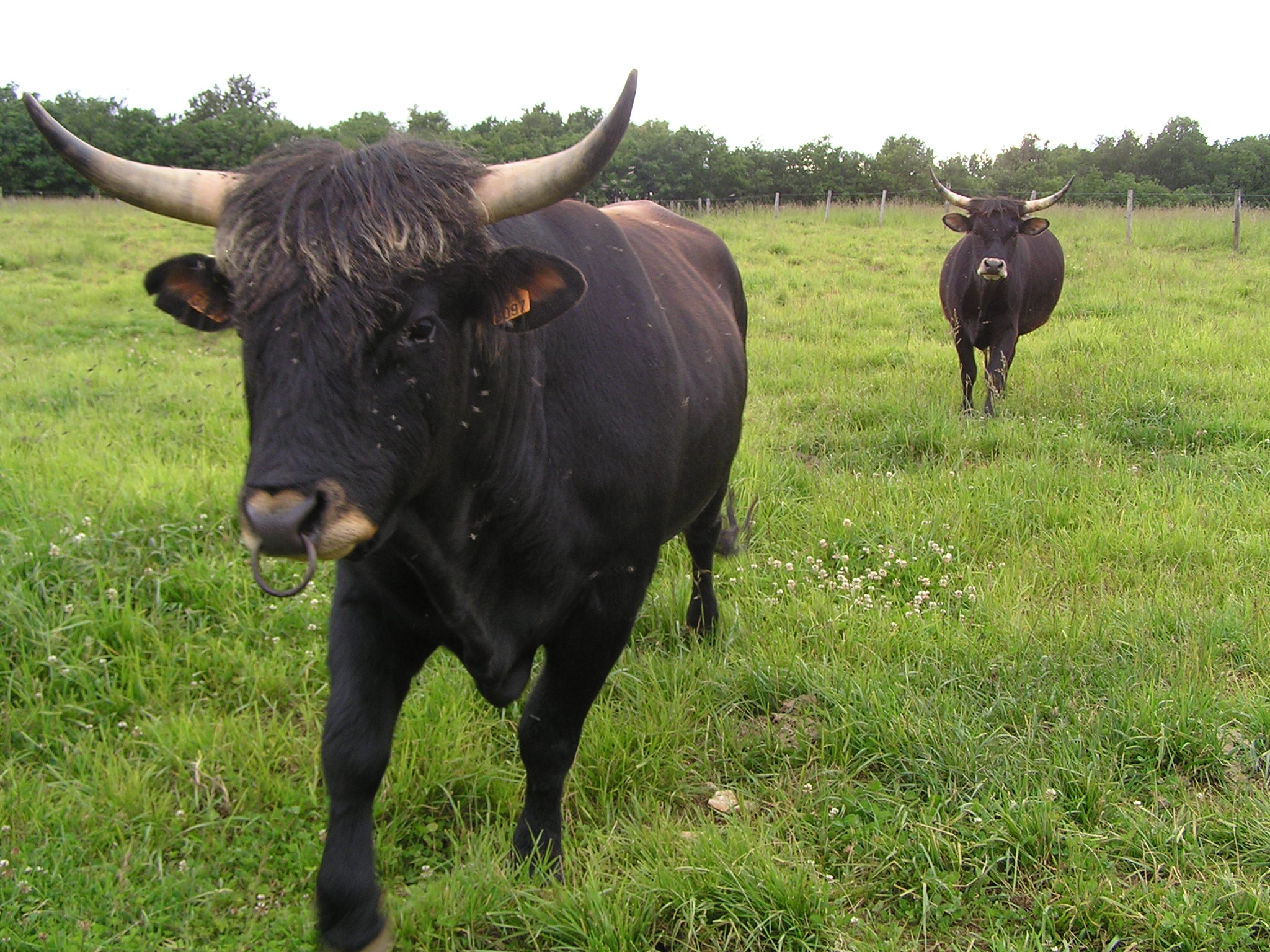
« Aurochs » reconstitués de la « ferme des aurochs », en Charente.
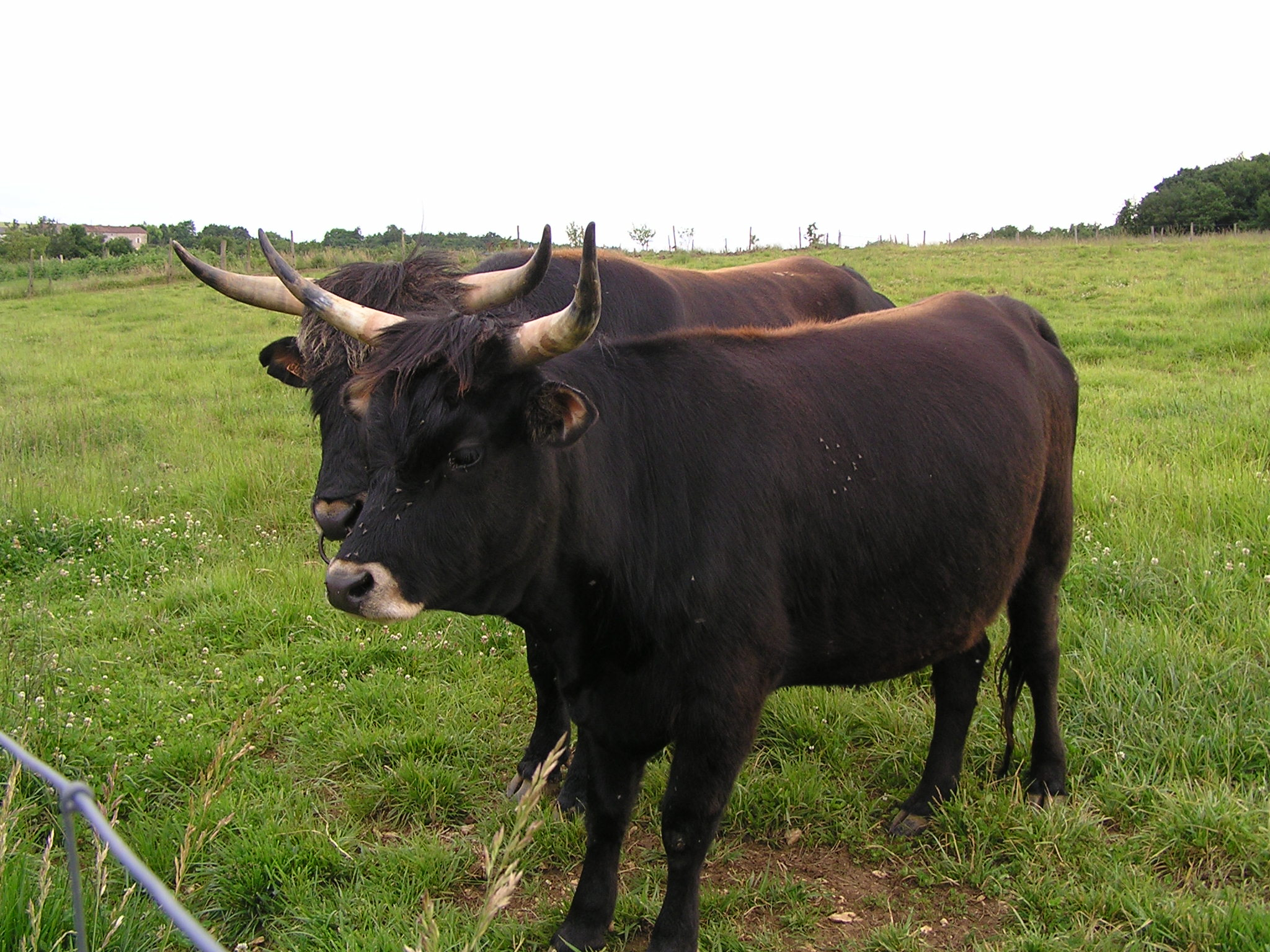
Idem.
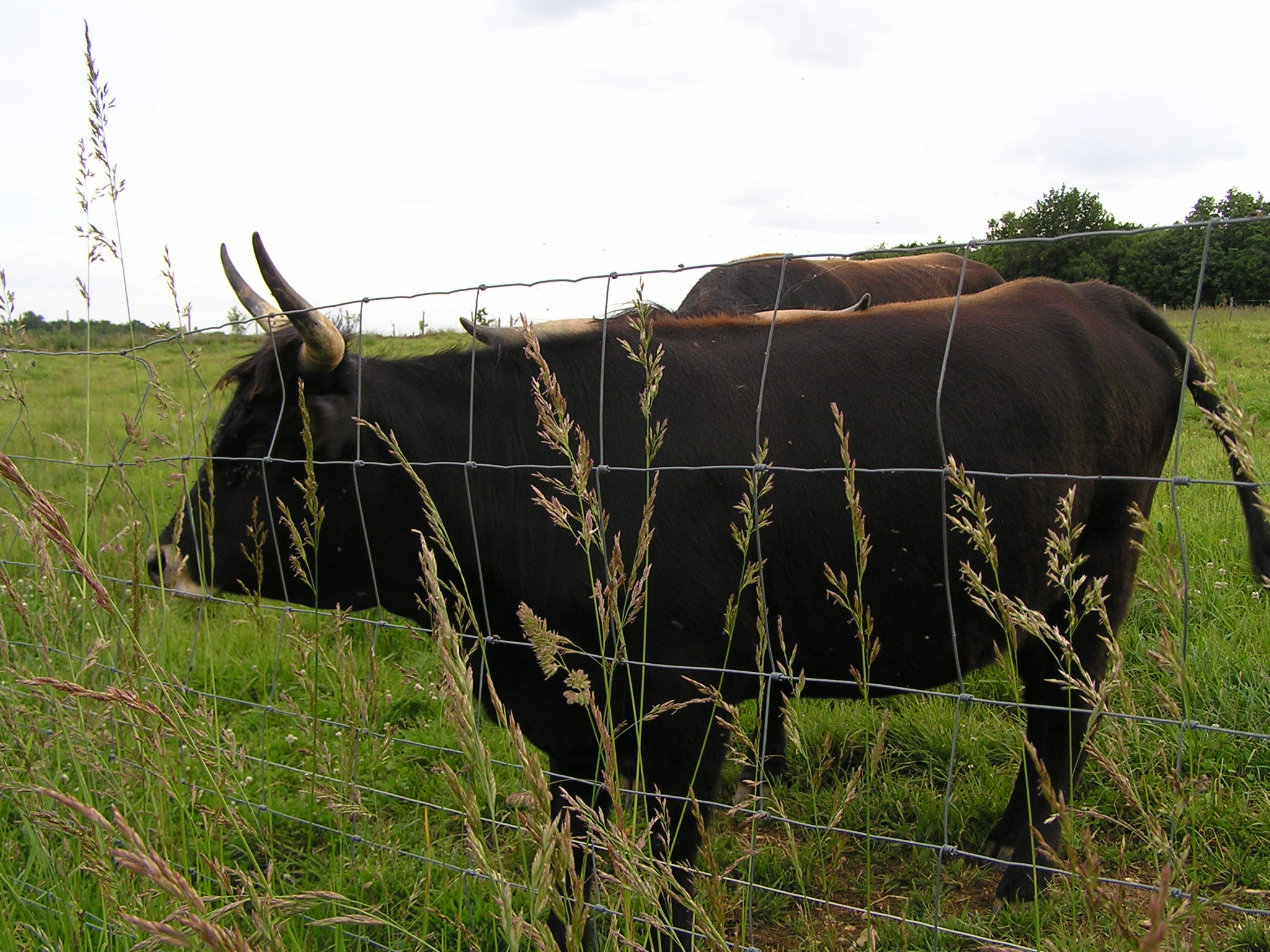
Idem.

## Autres projets de reconstitution
Face à l'échec relatif de la reconstitution de l'Aurochs par les frères Heck, d'autres projets ont vu le jour depuis lors. Ils fonctionnent pour la plupart de la même manière que pour la création de l'aurochs de Heck, c'est-à-dire en croisant différentes races bovines primitives ayant une ressemblance avec leur ancêtre sauvage. Parmi les initiatives actuelles de reconstitution de l'aurochs, on peut citer : le projet Taurus qui reprend la sélection du bétail Heck ; le programme Tauros qui vise, en partenariat avec Rewilding Europe, à relâcher des « Tauros » (bovins issus des croisements du programme) dans des espaces de réensauvagement ; le projet Auerrind qui vise à se rapprocher le plus possible du phénotype de l'aurochs et de son comportement grâce à la génétique et à une reproduction ciblée ; et enfin le projet Uruz lancé en 2013 par la Long Now Foundation, en partenariat avec la National Geographic Society dans le cadre du mouvement de résurrection d'espèces éteintes, qui se différencie des autres projets en cherchant à combiner la génomique et les règles héréditaires mendéliennes classiques.

## Honneur
L'astéroïde (6043) Aurochs porte son nom.